# Idoš
Idoš (mađ. Hidas) je selo u južnoj Mađarskoj.
Zauzima površinu od 19,06 km četvornih.

## Zemljopisni položaj
Nalazi se na 46° 16' sjeverne zemljopisne širine i 18° 30' istočne zemljopisne dužine, jugozapadno od Seksara, sjeveroistočno od gorja Mečeka. Faluv je 6 km jugoistočno, a Nadoš (Nadaš) se nalazi 1 km cestom jugozapadno. Bonad je 2 km sjeveroistočno.

## Upravna organizacija
Upravno pripada Pečvarskoj mikroregiji u Baranjskoj županiji. Poštanski broj je 7696.

## Stanovništvo
Idoš ima 2289 stanovnika (2001.).

## Vanjske poveznice
- (mađ.) Hidas Önkormányzatának honlapja
- (mađ.) Hidas a Vendégvárón  Arhivirana inačica izvorne stranice od 2. ožujka 2005. (Wayback Machine)
- Idoš na fallingrain.com